# Urticina felina
Espèce
Synonymes
- Actinea coriacea[2]
- Actinea crassicornis[2]
- Actinea tuberculata Cocks, 1851[3]
- Actinia (Isacmaea) papillosa Ehrenberg, 1834[2]
- Actinia (Urticina) crassicornis Fabr.[2]
- Actinia bimaculata Grube, 1860[3]
- Actinia devisii Agassiz, 1847[3]
- Actinia felina (Linnaeus, 1761)[2]
- Actinia felina[3]
- Actinia gemmacea[3] [2]
- Actinia halsatica[2]
- Actinia holsatica Muller, 1806[3]
- Actinia holsatica Müller, 1806[2]
- Bolocera eques Gosse, 1860[2]
- Bunodes crassicornis[2]
- Cereus coriaceus[2]
- Cereus papillosus[2]
- Cribrina (Tristemma) coriacea Ehrenberg[2]
- Cribrina (Tristemma) papillosa Ehrenberg[2]
- Priapus felinus Linnaeus, 1761[2]
- Rhodactinia daevisii Agassiz, 1847[2]
- Rhodactinia davisii Agassiz[2]
- Stomphia churchiae[3]
- Tealia (Urticina) felina (Linnaeus, 1761)[2]
- Tealia felina var. coriacea (Cuvier)[2]
- Tealia felina (Linnaeus, 1767)[3] [2]
- Tealia greenei Wright, 1859[2]
- Tealia greenii Wright, 1859[3] [2]
- Tealia tuberculata (Cocks)[3]
- Urticina (Tealia) felina (Linnaeus, 1761)[2]
- Urticina davisii (Agass.)[2]

Urticina felina (anciennement Tealia (Urticina) felina) est une espèce d'anémones de mer communément appelée Dahlia de mer en raison de sa ressemblance avec la fleur du même nom.

## Caractéristiques
Le Dahlia de mer mesure jusqu'à 12 cm de diamètre, il possède une centaine de courts tentacules souples qu'il peut rétracter pour se camoufler ou éviter la déshydratation. Il se nourrit d'invertébrés, de crustacés ou même de petits poissons. Ces proies sont attirées par le mouvement des tentacules colorés, qui lorsqu'ils sont touchés projettent des cnidocystes remplis d'une toxine paralysante. Les tentacules saisissent alors la proie pour la mener à la bouche du dahlia de mer. Sa bouche lui sert également d'anus pour évacuer les déchets. 

## Reproduction
Urticina felina peut se reproduire de façon sexuée ou asexuée. Elle peut, soit libérer des ovules et spermatozoïdes dans l'eau, qui donneront des œufs fécondés puis des larves ; ou alors, Le Dahlia de mer peut se reproduire par bourgeonnement, ou par division.

## Habitat
Le dahlia de mer vit en solitaire fixé aux fonds rocheux jusqu'à 100 mètres de profondeur. Il fréquente les eaux tempérées de l'Atlantique Nord et de la Baltique, près des littoraux. Le dahlia de mer peut se déplacer légèrement sur le sol océanique en se contractant.

## Sources
L'Univers Fascinant des Animaux : Animaux primitifs, Groupe 6, Paris, International masters publishers, 1993 (ISBN 2-908306-07-7), Fiche 15